# 호앙쑤언빈
호앙쑤언빈(베트남어: Hoàng Xuân Vinh, 1974년 10월 6일~)은 베트남의 사격 선수로 주 종목은 10m 공기권총 종목이다. 처음으로 출전한 2012년 하계 올림픽에서는 공기권총 종목에 출전했으나 예선에서 9위에 머물러 결승 진출에 1점 부족하여 탈락했다. 남자 50m 권총 결승전에서도 3위와 불과 0.1점 차이로 4위에 그쳐, 메달 획득에 실패했다. 2016년 하계 올림픽에서는 10m 공기권총 결승전에서 202.5의 스코어로 브라질의 펠리피 아우메이다 우를 제치고 베트남 역사상 최초의 올림픽 금메달리스트가 되었다. 그리고 50m 권총 결승전에서 대한민국의 진종오에 이어 은메달을 획득했다.

## 기록

### 월드컵
포디움
- 2013년 창원 10m 공기권총
- 2014년 포트베닝 10m 공기권총
- 2015년 뮌헨 50m 권총
- 2017년 뉴델리 10m 공기권총
- 2015년 창원 50m 권총
- 2015년 포트베닝 50m 권총
- 2016년 방콕 10m 공기권총
- 2016년 뮌헨 10m 공기권총